# جامعة واسيدا
جامعة واسيدا باليابانية (早稲田大学, Waseda daigaku) وبالإنجليزية Waseda University، عادة ماتختصر باليابانية ب سوداي (早大, Sōdai) وتعتبر واسيدا من أهم الجامعات الخاصة باليابان وتتمركز في العاصمة اليابانية طوكيو.
تحتل جامعة واسيدا مركزا مرموقا بالنسبة للجامعات اليابانية خاصة للمنافسة الهائلة ما بين الطلبة للدخول الجامعة كذلك لصعوبة دخولها، وكذلك تتمركز في قمة قائمة الجامعات اليابانية. تعرف الجامعة باتخاذ أسلوب وجو ليبرالي ومنفتح وتتخذ «استقلال التعليم» شعاراً لها. وتعتبر جامعة قيادة في العديد من الحقول الأكاديمية.

## تاريخ الجامعة
تأسست الجامعة في 21 أكتوبر 1882 ميلادية على يد عالم الساموراي اوكوما شيقينوبو وقد كان رئيس للوزراء في فترة ميجي. وأصبحت جامعة كاملة في عام 1902. كانت البداية عبر كلية بثلاثة أقسام تدار عبر الأسلوب القديم للتعليم العالي الياباني. في خضم الحرب العالمية الثانية تدمر العديد من مباني الجامعة بسبب القصف الأمريكي لطوكيو، وقد اعيد بناء هذه المباني وافتحت عام 1949. نمت بعد ذلك لتكون شاملة لمعظم التخصصات الأكاديمية والعملية.

## أصل التسمية
بدأت جامعة واسيدا في يوم 21 من أكتوبر من عام 1882 ميلادية باسم مدرسة (كلية) طوكيو سيمون 'Tokyo Senmon Gakko'. وقد اختيار هذا الاسم كانت تعرف ب مدرسة واسيد أو مدرسة توتسوكا نظراً إلى موقع في قريتي واسيدا وتوتسوكا. حوالي عام 1892، أصبح اليابانيين يدعونها بمدرسة وسيدا وتم تغير اسم المدرسة إلى جامعة واسيدا في يوم 2 سبمتبر من عام 1902 ميلادية.

## الحرم الجامعي
تقع مباني الجامعة في العديد من الحرم الجاممعية ومنها
- الحرم الجامعي في غربي واسيدا الواقع بحي شينجوكو بمدينة طوكيو
- الحرم الجامعي في توياما الواقع بحي شينجوكو بمدينة طوكيو
- الحرم الجامعي في اوكوبو الواقع بحي شينجوكو بمدينة طوكيو
- الحرم الجامعي في نوهونباشي الواقع بحي تشو بمدينة طوكيو
- الحرم الجامعي في هيقاشيفوشيمي الواقع بمدينة نيشيتوكيو بمدينة طوكيو
- الحرم الجامعي في توكوروراوا الواقع بمدينة توكوروراوا بمحافظة سيتاما
- الحرم الجامعي في هونجو الواقع بمدينة هونجو بمحافظة سيتاما
- الحرم الجامعي في كيتاكيوشو الواقع بمدينة كيتاكيوشو في محافظة فوكوكا

## المتاحف والمكتبات
تشتهر جامعة واسيدا بمكتبة جامعة واسيدا (早稲田大学図書館; Waseda Daigaku Toshokan) وتحتوي على مجموعة فريدة أنقذت من القصف الأمريكي لطوكيو في الحرب العالمية الثانية ويتوجه إليها العديد من الباحثي لدراسة وفهم اليابان في فترة ما قبل الحرب العالمية الثانية.

## الرياضة
تشتهر جامعة واسيدا بمنافستها على العديد من الألعاب الرياضية ما بين الجامعات اليابانية، وتعتبر المبارايات ما بين جامعة واسيدا وجامعة كيو (سوكيسين Sōkeisen) من مبارايات القمة في هذه المنافسات. ومن أشهر المنافسات الرياضية ما بين الجامعات اليابانية هي :
- كرة القاعدة
- كرة القدم
- الرغبي

## أبرز المتخرجين

### شهادات فخرية
- الأمير سلطان بن عبد العزيز آل سعود دكتوراه فخرية في القانون
- هنري كيسنجر دكتوراه فخرية

### سياسيون
- تانزان ايشيباشي رئيس للوزراء ما بين عامي (1956–1957)
- نوبورو تاكيشيتا رئيس للوزراء ما بين عامي (1987–1989)
- توشيكي كايفو رئيس للوزراء ما بين عامي (1989–1991)
- كيزو أوبوتشي رئيس للوزراء ما بين عامي (1998–2000)

وغيرهم

## وصلات خارجية
- الموقع الجامعة الرئيسي
- معلومات جغرافية متعلقة بجامعة واسيد على خريطة الشارع المفتوح